# Schotten
Schotten è una città tedesca di 10 045 abitanti, situata nel land dell'Assia.

## Amministrazione

### Gemellaggi
- Arco